# Next Stage/あの坂の上まで、
「Next Stage/あの坂の上まで、」（ネクストステージ/あのさかのうえまで）は、女性アイドルグループ『アップアップガールズ（仮）』の2013年4月10日に発売された、T-Palette Recordsへの移籍後4枚目のCDシングルである。

## 背景
アップアップガールズ（仮）は2012年4月から2013年3月までの1年間、シングル10枚・アルバム1枚をリリースし、月にほぼ1枚CDをリリースしてきた。当シングルはその1年間をまとめた作品となっている。また、月1枚ペースでのリリースはこの作品でとりあえず終わりを迎える。

## 音楽性
「Next Stage」は、ハロプロエッグ時代のストーリーや、当シングルリリース時点でのアップアップガールズ（仮）の複数の楽曲の要素が含まれている曲で、アップアップガールズ（仮）のメンバーのこれまでの感謝とこれからの決意が表されている。
「あの坂の上まで、」は、バラードとダンスビートの要素が両方含まれており、メンバーのこれまでの感謝とこれからの決意が表されている。メインボーカルは佐保明梨であり、森咲樹は「この曲はアカリの声に合ってる」と評価している。曲名に含まれる「、」の意味について、鈴木亮一は「ここで一区切りを付けつつも、まだ終わらずさらにアプガの物語が続いていくことを示唆している」と推測している。

## リリース
2013年3月22日、T-Palette Recordsはアップアップガールズ（仮）が4月10日にCDシングル「Next Stage/あの坂の上まで、」をリリースすることを発表した。同時に、メンバーが熱い炎の中で闘う意思を表しているジャケット写真も発表された。また、同日iTunes Storeにて「あの坂の上まで、」の配信が開始された。
4月1日には、同じくiTunes Storeにて「Next Stage」の配信が開始された。
翌2014年2月19日には「Next Stage」「あの坂の上まで、」を収録したアルバム『セカンドアルバム（仮）』が発売された。

## ミュージック・ビデオ
「あの坂の上まで、」は、ミュージック・ビデオが作成されている。同ビデオは、2013年10月5日にスペースシャワーTVプラスで放映された「アップアップガールズ（仮） スペシャル Vol.2」にて初公開され、翌6日にはレコチョクにて配信された。11日にはYouTubeで配信された。

## ライブ・パフォーマンス
アップアップガールズ（仮）は、2013年3月21日に「あの坂の上まで、」のダンスレッスンを行った。翌22日、渋谷CLUB QUATTROにて行われた『SHIBUFES LIVE vol.3 supported by @JAM』に参加し「あの坂の上まで、」を初披露した。
3月28日、「Next Stage」のダンスレッスンが行われ、4月1日に2.5Dにて行われた「2.5D頂上決戦！一戦目:アップアップガールズ(仮)×michitomo×UKYO Inaba」に参加し「Next Stage」を初披露した。この日初披露することはメンバーには知らされておらず、サプライズでの初披露となった。

## シングル収録曲
1. Next Stage(6:01) - 「6分の長尺曲」とされている[5]。
作詞・作曲・編曲：michitomo
2. あの坂の上まで、(5:05)
作詞・作曲・編曲：fu mou
3. Next Stage(Instrumental)
4. あの坂の上まで、(Instrumental)